# Японія на Олімпійських іграх
Японія бере участь в Олімпійських іграх з 1912 року. Країну не запросили до участі у Олімпійських іграх 1948 після Другої світової війни. Також не брала участь у Олімпійських іграх 1980 року через бойкот. Японія чотири рази приймала Олімпіади у себе: літні Олімпійські ігри 1964 в Токіо, зимові Олімпійські ігри 1972 року в Саппоро, зимові Олімпійські ігри 1998 в Нагано та літні Олімпійські ігри 2020 в Токіо.
Японія здобула свої перші медалі у 1920 році, а свої перші золоті медалі – у 1928 році. Японські спортсмени вибороли 497 медалей на літніх Олімпійських іграх, найбільшу кількість золотих медалей було здобуто у дзюдо, скейтбордингу та карате. Японія також виборола 58 медалей на зимових Олімпійських іграх. Найуспішнішими Олімпійськими іграми є Ігри 1964 та 2020 років, що проходили у Токіо.
Національний олімпійський комітет Японії було створено 1911 і визнано 1912 року.

## Домашні Ігри
Японія приймала чотири Олімпіади:
| Ігри                         | Дата проведення          | Місто   |
| ---------------------------- | ------------------------ | ------- |
| Літні Олімпійські ігри 1964  | 10–24 жовтня 1964        | Токіо   |
| Зимові Олімпійські ігри 1972 | 3–13 лютого 1972         | Саппоро |
| Зимові Олімпійські ігри 1998 | 7–22 лютого 1998         | Нагано  |
| Літні Олімпійські ігри 2020  | 23 липня – 8 серпня 2021 | Токіо   |

### Скасовані Ігри
| Ігри                         | Місто   | Нові місця проведення          | Підстава для скасування     |
| ---------------------------- | ------- | ------------------------------ | --------------------------- |
| Літні Олімпійські ігри 1940  | Токіо   | Гельсенкі, Фінляндія           | Друга японо-китайська війна |
| Зимові Олімпійські ігри 1940 | Саппоро | Гарміш-Партенкірхен, Німеччина | Друга японо-китайська війна |

### Невдалі спроби
Країна також подавала заявки на проведення наступних Ігор:
| Ігри                        | Місто   | Переможець голосування   |
| --------------------------- | ------- | ------------------------ |
| Літні Олімпійські ігри 1960 | Токіо   | Рим, Італія              |
| Зимові Олімпійскі ігри 1968 | Саппоро | Гренобль, Франція        |
| Зимові Олімпійскі ігри 1984 | Саппоро | Сараєво, Югославія       |
| Літні Олімпійські ігри 1988 | Нагоя   | Сеул, Південна Корея     |
| Літні Олімпійські ігри 2008 | Осака   | Пекін, Китай             |
| Літні Олімпійські ігри 2016 | Токіо   | Ріо-де-Жанейро, Бразилія |

## Таблиці медалей

### Медалі літніх Олімпіад
| Ігри                  | Золото          | Срібло          | Бронза          | Загалом         | Місце           |
| Стокгольм 1912        | 0               | 0               | 0               | 0               | -               |
| Антверпен 1920        | 0               | 2               | 0               | 2               | 17              |
| Париж 1924            | 0               | 0               | 1               | 1               | 23              |
| Амстердам 1928        | 2               | 2               | 1               | 5               | 15              |
| Лос-Анджелес 1932     | 7               | 7               | 4               | 18              | 5               |
| Берлін 1936           | 6               | 4               | 8               | 18              | 8               |
| Лондон 1948           | не брала участі | не брала участі | не брала участі | не брала участі | не брала участі |
| Гельсінкі 1952        | 1               | 6               | 2               | 9               | 17              |
| Мельбурн 1956         | 4               | 10              | 5               | 19              | 10              |
| Рим 1960              | 4               | 7               | 7               | 18              | 8               |
| Токіо 1964 (господар) | 16              | 5               | 8               | 29              | 3               |
| Мехіко 1968           | 11              | 7               | 7               | 25              | 3               |
| Мюнхен 1972           | 13              | 8               | 8               | 29              | 5               |
| Монреаль 1976         | 9               | 6               | 10              | 25              | 5               |
| Москва 1980           | не брала участі | не брала участі | не брала участі | не брала участі | не брала участі |
| Лос-Анджелес 1984     | 10              | 8               | 14              | 32              | 7               |
| Сеул 1988             | 4               | 3               | 7               | 14              | 14              |
| Барселона 1992        | 3               | 8               | 11              | 22              | 17              |
| Атланта 1996          | 3               | 6               | 5               | 14              | 23              |
| Сідней 2000           | 5               | 8               | 5               | 18              | 15              |
| Афіни 2004            | 16              | 9               | 12              | 37              | 5               |
| Пекін 2008            | 9               | 6               | 11              | 26              | 8               |
| Лондон 2012           | 7               | 14              | 17              | 38              | 11              |
| Ріо-де-Жанейро 2016   | 12              | 8               | 21              | 41              | 6               |
| Токіо 2020 (господар) | 27              | 14              | 17              | 58              | 3               |
| Усього                | 169             | 150             | 178             | 497             | 9               |

### Медалі зимових Олімпіад
| Ігри                     | Золото          | Срібло          | Бронза          | Загалом         | Місце           |
| Шамоні 1924              | не брала участі | не брала участі | не брала участі | не брала участі | не брала участі |
| Санкт-Моріц 1928         | 0               | 0               | 0               | 0               | -               |
| Лейк-Плесід 1932         | 0               | 0               | 0               | 0               | -               |
| Гарміш-Партенкірхен 1936 | 0               | 0               | 0               | 0               | -               |
| Санкт-Моріц 1948         | не брала участі | не брала участі | не брала участі | не брала участі | не брала участі |
| Осло 1952                | 0               | 0               | 0               | 0               | -               |
| Кортіна-д'Ампеццо 1956   | 0               | 1               | 0               | 1               | 11              |
| Скво-Веллі 1960          | 0               | 0               | 0               | 0               | -               |
| Інсбрук 1964             | 0               | 0               | 0               | 0               | -               |
| Гренобль 1968            | 0               | 0               | 0               | 0               | -               |
| Саппоро 1972 (господар)  | 1               | 1               | 1               | 3               | 11              |
| Інсбрук 1976             | 0               | 0               | 0               | 0               | -               |
| Лейк-Плесід 1980         | 0               | 1               | 0               | 1               | 15              |
| Сараєво 1984             | 0               | 1               | 0               | 1               | 14              |
| Калгарі 1988             | 0               | 0               | 1               | 1               | 16              |
| Альбервіль 1992          | 1               | 2               | 4               | 7               | 11              |
| Ліллехаммер 1994         | 1               | 2               | 2               | 5               | 11              |
| Нагано 1998 (господар)   | 5               | 1               | 4               | 10              | 7               |
| Солт-Лейк-Сіті 2002      | 0               | 1               | 1               | 2               | 21              |
| Турин 2006               | 1               | 0               | 0               | 1               | 18              |
| Ванкувер 2010            | 0               | 3               | 2               | 5               | 20              |
| Сочі 2014                | 1               | 4               | 3               | 8               | 17              |
| Пхьончхан 2018           | 4               | 5               | 4               | 13              | 11              |
| Пекін 2022               | 3               | 6               | 9               | 18              | 12              |
| Усього                   | 17              | 28              | 31              | 76              | 17              |

### Медалі літніх видів спорту
У виділених видах спорту є поточним лідером.
| Вид спорту                      | Золото | Срібло | Бронза | Загалом |
| Дзюдо                           | 48     | 21     | 27     | 96      |
| Боротьба                        | 37     | 22     | 17     | 76      |
| Гімнастика                      | 33     | 34     | 36     | 103     |
| Плавання                        | 24     | 27     | 32     | 83      |
| Легка атлетика                  | 7      | 10     | 10     | 27      |
| Волейбол                        | 3      | 3      | 3      | 9       |
| Скейтбординг                    | 3      | 1      | 1      | 5       |
| Бокс                            | 3      | 0      | 5      | 8       |
| Важка атлетика                  | 2      | 3      | 10     | 15      |
| Софтбол                         | 2      | 1      | 1      | 4       |
| Стрілецький спорт               | 1      | 2      | 3      | 6       |
| Фехтування                      | 1      | 2      | 0      | 3       |
| Бадмінтон                       | 1      | 1      | 2      | 4       |
| Бейсбол                         | 1      | 1      | 2      | 4       |
| Карате                          | 1      | 1      | 1      | 3       |
| Кінний спорт                    | 1      | 0      | 0      | 1       |
| Синхронне плавання              | 0      | 4      | 10     | 14      |
| Стрільба з лука                 | 0      | 3      | 4      | 7       |
| Велоспорт                       | 0      | 2      | 3      | 5       |
| Настільний теніс                | 0      | 2      | 2      | 4       |
| Теніс                           | 0      | 2      | 1      | 3       |
| Футбол                          | 0      | 1      | 1      | 2       |
| Вітрильний спорт                | 0      | 1      | 1      | 2       |
| Спортивне скелелазіння          | 0      | 1      | 1      | 2       |
| Футбол                          | 0      | 1      | 1      | 2       |
| Баскетбол                       | 0      | 1      | 0      | 1       |
| Хокей на траві                  | 0      | 1      | 0      | 1       |
| Гольф                           | 0      | 1      | 0      | 1       |
| Тхеквондо                       | 0      | 0      | 1      | 1       |
| Веслування на байдарках і каное | 0      | 0      | 1      | 1       |
| Усього                          | 169    | 150    | 178    | 497     |

### Медалі зимових видів спорту
| Вид спорту          | Золото | Срібло | Бронза | Загалом |
| Ковзанярський спорт | 5      | 10     | 11     | 26      |
| Стрибки з трампліна | 4      | 6      | 4      | 14      |
| Фігурне катання     | 3      | 4      | 4      | 11      |
| Лижне двоборство    | 2      | 3      | 2      | 7       |
| Сноубординг         | 1      | 3      | 3      | 7       |
| Фристайл            | 1      | 0      | 4      | 5       |
| Шорт-трек           | 1      | 0      | 2      | 3       |
| Керлінг             | 0      | 1      | 1      | 2       |
| Гірськолижний спорт | 0      | 1      | 0      | 1       |
| Усього              | 17     | 28     | 31     | 76      |